# Cayo Aquilio Tusco
Cayo o Gayo Aquilio Tusco  fue un político y militar romano del siglo V a. C. perteneciente a la gens Aquilia.

## Carrera pública
Aquilio fue elegido cónsul en el año 487 a. C. Dirigió junto con su colega, Tito Sicinio Sabino, la guerra contra los volscos, a cuyo término celebró un triunfo.